# Габірія
Габірія, Гавірія (баск. Gabiria (офіційна назва), ісп. Gaviria) — муніципалітет в Іспанії, у складі автономної спільноти Країна Басків, у провінції Гіпускоа. Населення — 474 особи (2009).
Муніципалітет розташований на відстані близько 320 км на північ від Мадрида, 38 км на південний захід від Сан-Себастьяна.
На території муніципалітету розташовані такі населені пункти: (дані про населення за 2009 рік)
- Алегія: 46 осіб
- Астірія: 43 особи
- Габірія: 385 осіб

## Демографія
Динаміка населення (INE ):

## Галерея зображень

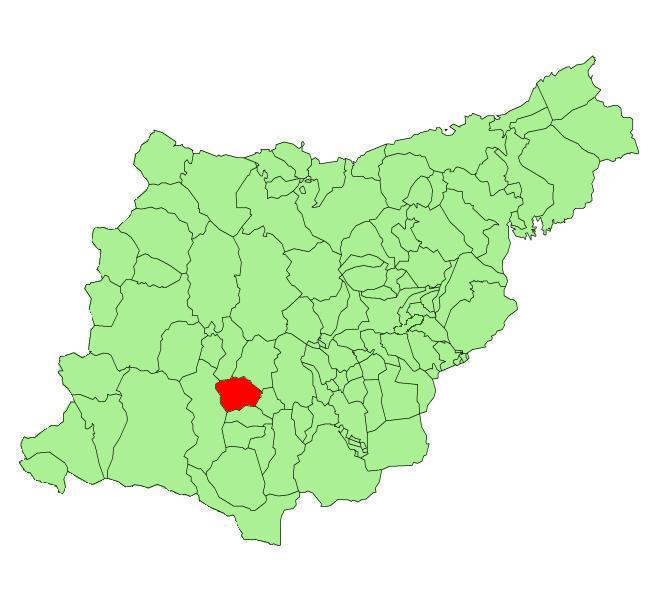
Розташування муніципалітету